# علامة همبرغر
علامة همبرغر (بالإنجليزية: Hamburger sign)‏، هي علامة تُستخدم في تشخيص التهاب الزائدة الدودية. تُستَخدم العلامة لاستبعاد أو تأكيد هذا المرض، حيث يستفسر الطبيب عما إذا كان المريض يرغب في استهلاك طعامه المفضل. إذا كان المريض يريد أن يأكل طعامه المفضل، حينها يجب التفكير بغير التهاب الزائدة الدودية كتشخيص. فقدان الشهية حساس بنسبة 80 ٪ لالتهاب الزائدة الدودية. تظهر علامة هامبورغر إيجابية المرضى الذين يتناقص إقبالهم على الطعام.